# Roklum
Roklum ist eine Gemeinde im Landkreis Wolfenbüttel in Niedersachsen. Sie gehört der Samtgemeinde Elm-Asse an, die ihren Verwaltungssitz in der Stadt Schöppenstedt hat.

## Geografie
Roklum liegt im Südosten des Kreisgebietes am Nordrand des Großen Bruchs, das die Gemeinde entlang dem Schiffgraben nach Süden in Richtung Großen Fallstein abgrenzt. Mehrere Gräben, insbesondere der Triftgraben und Nördliche Randgraben verlaufen in der südlichen Übergangszone zum Bruch. Der Winnigstedter Tiefenbach durchfließt den Norden des Gemeindegebiets und mündet im Großen Bruch, sodass sich Roklum östlich des Großen Fallsteins im Einzugsgebiet der Bode bzw. der Elbe befindet.

## Geschichte und Ortsname
Erstmals wurde die Gemeinde im Jahr 1159 urkundlich als Rokele erwähnt. Diese Form blieb mit leichten Abwandlungen bis 1542 erhalten, wo der Ort als Rockel erwähnt wird. Der Zusatz -um zeigte sich erst ab dem 18. Jahrhundert (Rocklum 1754), mit Vorstufen im 17. Jahrhundert (Rockelm, 1630). Zur Deutung des Bestimmungsworts gibt es zwei Ansätze: Einer geht von einer altgermanischen Wurzel *hrauk- aus, die so viel wie 'kegelförmiger Haufen' bedeutet und in Kombination mit dem Diminutiv -el 'kleiner Hügel' bedeutet. Eine Alternative geht von einer Zusammensetzung aus hrok für 'Saatkrähe' und -loh für 'Wald' aus.
Roklum wurde am 1. August 1941 im Zuge der Neuordnung des Salzgitter-Gebiets zusammen mit Hornburg und Isingerode (beide jetzt Ortsteile der Gemeinde Schladen-Werla) aus dem Landkreis Wernigerode (Provinz Sachsen) aus- und in den Landkreis Wolfenbüttel eingegliedert.
Im Jahr 2015 scheiterte eine Fusion zwischen Roklum und der Nachbargemeinde Winnigstedt, weil sich die Einwohner beider Dörfer und beide Gemeinderäte nicht auf einen gemeinsamen Namen einigen konnten. Zur Debatte standen unter anderem die Namen Winnigstedt-Roklum, Tiefenbach (Elm-Asse), Großes Bruch und Mattierzoll.

## Einwohnerentwicklung
In jüngerer Vergangenheit zeigte sich in Roklum seit Mitte der 1990er-Jahre ein demografischer Abwärtstrend, in dem die Einwohnerzahl zwischen 1991 und 2010 um etwa einen Viertel schrumpfte. Die Tendenz verlangsamt sich seit Ende der 2000er-Jahre jedoch.
| Entwicklung |
| --- |
| Hier fehlt eine Grafik, die leider im Moment aus technischen Gründen nicht angezeigt werden kann. Wir arbeiten daran! |

| Jahr | Einwohner |
| ---- | --------- |
| 1987 | 535       |
| 1988 | 560       |
| 1989 | 579       |
| 1990 | 577       |
| 1991 | 586       |
| 1992 | 576       |
| 1993 | 568       |
| 1994 | 581       |
| 1995 | 558       |
| 1996 | 541       |

| Jahr | Einwohner |
| ---- | --------- |
| 1997 | 551       |
| 1998 | 541       |
| 1999 | 539       |
| 2000 | 538       |
| 2001 | 537       |
| 2002 | 538       |
| 2003 | 524       |
| 2004 | 508       |
| 2005 | 493       |
| 2006 | 488       |

| Jahr | Einwohner |
| ---- | --------- |
| 2007 | 471       |
| 2008 | 469       |
| 2009 | 463       |
| 2010 | 464       |
| 2011 | 461       |
| 2012 | 446       |
| 2013 | 449       |
| 2014 | 461       |
| 2015 | 444       |
| 2016 | 443       |

| Jahr | Einwohner |
| ---- | --------- |
| 2017 | 435       |
| 2020 | 437       |
| 2022 | 432       |

Die Daten entstammen den Angaben des Statistischen Landesamtes Niedersachsen. Sie beziehen sich auf den 31. Dezember eines jeden Jahres.

## Politik

### Rat
Der Rat der Gemeinde Roklum setzt sich aus sieben Mitgliedern zusammen. Die Ratsmitglieder werden durch eine Kommunalwahl für jeweils fünf Jahre gewählt.
Bei der Kommunalwahl 2021 ergab sich folgende Sitzverteilung:
| Rat 2021Insgesamt 7 Sitze - SPD: 3 - CDU: 4 | Gemeindewahl 2021Wbt.: 67,62 % 6050403020100 51,08 %48,92 % CDUSPD |

### Bürgermeister
Bürgermeister ist Karl-Heinz Müller (CDU).

### Wappen
| | Blasonierung: „In Silber ein wachsender Harzer Fuhrmann mit schwarzen Hosen, blauem silbern besticktem Hemd und schwarzer, bestickter Mütze, in den Händen eine Peitsche nach schräglinks haltend.“ |
| Wappenbegründung: Wie ein Harzer Fuhrmann früher aussah, ist aus dem Wappen von Roklum ersichtlich. Als nach dem Dreißigjährigen Krieg Handel und Wandel sich wieder belebten und die schweren Frachtwagen einigermaßen ungehindert durchs Land rollten, begann der Ort zu wachsen. Da es auf halbem Wege zwischen Braunschweig und Halberstadt lag, spannten die Fuhrleute hier aus und hielten Rast. Aus dieser Zeit erhielt sich der Name „Gasthof“ für das Wohngebäude gegenüber der Liebertschen Schmiede; im nebenan gelegenen Gutshaus befand sich die Thurn- und Taxis´sche Posthalterei. Das Wappen wurde vom aus Osterweddingen stammenden Grafiker Willy Kluge gestaltet und am 23. Mai 1939 durch den Oberpräsidenten der Provinz Sachsen verliehen. | |

## Wirtschaft und Infrastruktur
Die Bundesstraße 79 Wolfenbüttel – Halberstadt verläuft direkt durch den Ort.

## Persönlichkeiten
- Heinrich Andreas Pröhle (1797–1875), Schriftsteller und Pfarrer in Roklum
- Reinhold Eggers (1890–1974), Sicherheitsoffizier des Offizierslagers Oflag IV-C auf Schloss Colditz